# Младжович, Боян
Боян Младжович (серб. Бојан Млађовић; род. 16 октября 1995, Косовска-Митровица, Косово и Метохия) — сербский футболист, защитник грузинский клуба «Динамо» Батуми.

## Карьера
1 июля 2017 года перешёл в сербский клуб «Бачка». 22 июля 2017 года в матче против клуба «Спартак» Суботица дебютировал в сербской Суперлиге.
16 августа 2017 года стал игроком сербского клуба «Инджия».
10 февраля 2022 года подписал контракт с клубом «Раднички» Ниш. 21 июля 2022 года в матче против клуба «Гзира Юнайтед» дебютировал в лиге Конференции.

## Достижения
«Тобол» Костанай
- Обладатель Кубка Казахстана: 2023

## Клубная статистика
| Игровая карьера | Игровая карьера           | Игровая карьера | Лига | Лига | Кубок | Кубок | Межд. | Межд. | Др. | Др. |
| --------------- | ------------------------- | --------------- | ---- | ---- | ----- | ----- | ----- | ----- | --- | --- |
| 2020/21         | Металац (Горни-Милановац) | А               | —    | —    | —     | —     | —     | —     | —   | —   |
| 2021/22         | Раднички (Ниш)            | А               | 13   | 0    | 1     | 0     | —     | —     | —   | —   |
| 2022/23         | Раднички (Ниш)            | А               | 2    | 1    | —     | —     | 1     | 0     | —   | —   |
| 2022/23         | Младост (Нови-Сад)        | А               | 8    | 0    | 2     | 0     | —     | —     | —   | —   |
| 2023            | Тобол (Костанай)          | А               | 18   | 0    | 5     | 0     | 8     | 0     | —   | —   |